# نايجل ويلسون (رائد أعمال)
نايجل ويلسون (بالإنجليزية: Nigel Wilson) هو رائد أعمال بريطاني، ولد في 17 نوفمبر 1956.